# Trezzano sul Naviglio (przystanek kolejowy)
Trezzano sul Naviglio (włoski: Stazione di Trezzano sul Naviglio) – przystanek kolejowy w Trezzano sul Naviglio, w prowincji Mediolan, w regionie Lombardia, we Włoszech. Znajduje się na linii Mediolan – Mortara.
Według klasyfikacji RFI stacja ma kategorię srebrną.

## Historia
Chociaż linia kolejowa był w eksploatacji już od 1870, przystanek kolejowy Trezzano został otwarty dopiero w 1987 roku.
Dzięki rozbudowie linii na dwutorową 7 grudnia 2009 roku przystanek został całkowicie przebudowany, z jednego do dwóch peronów, z budową wiat peronowych i poprawy dostępu.

## Linie kolejowe
- Mediolan – Mortara

## Infrastruktura
Przystanek posiada dwa tory po jednym dla każdego kierunku jazdy, obsługiwane przez 2 perony boczne połączone tunelem.

## Ruch pociągów
Jest obsługiwany przez pociągi linii S9 (Saronno-Mediolan-Albairate) z kolei podmiejskiej w Mediolanie, z półgodzinną częstotliwością.